# Tokorozawa
Tokorozawa (所沢市, Tokorozawa-shi) és una ciutat situada a la prefectura de Saitama, Japó. A l'1 de febrer de 2021, la ciutat tenia una població estimada de 344.194 en 163.675 llars i una densitat de població de 4.800 persones per km². La superfície total de la ciutat és de 72,11 quilòmetres quadrats.

## Història
La investigació arqueològica ha demostrat que els voltants de Tokorozawa es van poblar des de fa uns 20.000 anys. El santuari Tokorozawa Shinmei té un establiment tradicional de l'any 110. Es creu que el santuari Hatogamine Hachiman data de l'any 921. Durant el període Kamakura, en Kamakura Kaidō va recórrer la zona i la zona va ser seu d'una sèrie de batalles lliurades el maig de 1333 que van formar part de la guerra Genko que finalment va acabar amb el shogunat Kamakura. Aquests inclouen la batalla de Kotesashi de 1333 i la batalla de Kumegawa. Kotesashi va tornar a ser el lloc d'una altra batalla dinou anys després. Durant el període Edo (1603–1867) la principal indústria de la zona va ser la sericultura. També va ser un important centre comercial, situat a la intersecció de carreteres que connectaven Edo amb les ciutats de Hachioji, Chichibu, Kawagoe i Fuchu.
Tokorozawa va ser elevada a l'estatus de ciutat el 3 de novembre de 1950. El 1955, Tokorozawa va annexionar els pobles veïns de Yanase i Mikajima, i va assumir els seus límits actuals. El desenvolupament de l'habitatge públic a gran escala i el desenvolupament del ferrocarril van provocar un ràpid augment de la població a la dècada de 1960. Tokorozawa va ser el lloc de l'esdeveniment de tir al colom de l'argila als Jocs Olímpics de Tòquio de 1964.

## Clima
Tokorozawa té un clima subtropical humit (Köppen Cfa) caracteritzat per estius càlids i hiverns frescos amb nevades lleugeres o sense. La temperatura mitjana anual a Tokorozawa és de 14,0 °C. La precipitació mitjana anual és de 1.647 mm el amb setembre com el mes més plujós. Les temperatures són de mitjana més altes a l'agost, al voltant dels 25,7 °C, i les més baixes al gener, al voltant dels 2,3 °C.

## Govern
Tokorozawa té una forma de govern d'alcalde-consell amb un alcalde elegit directament i un ajuntament unicameral de 34 membres. La ciutat aporta quatre membres a l'Assemblea de la Prefectura de Saitama. Pel que fa a la política nacional, la ciutat forma part del districte 8 de Saitama de la cambra baixa de la Dieta del Japó.

## Economia
Tokorozawa acull el Centre de Control del Trànsit Aeri de Tòquio, que controla l'espai aeri a les regions de Kantō, Jōetsu, Tōhoku, Chūbu i Hokuriku i una part de la regió de Kansai.